# Liste des cardinaux créés par Grégoire XIV
Le pape Grégoire XIV (1590-1591) crée 5 cardinaux dans 2 consistoires.

## 19 décembre1590
- Paolo Emilio Sfondrati, neveu du pape

## 6 mars1591
- Ottavio Paravicini, évêque d'Alessandrie, nonce apostolique en Suisse
- Ottavio Acquaviva d'Aragona, référendaire du Tribunal suprême de la Signature apostolique, majordome du pape
- Odoardo Farnese, abbé commendataire de Grottaferrata
- Flaminio Piatti, auditeur de la Rote romaine